# Hockey Club Auronzo
L'Hockey Club Auronzo è stata una squadra di hockey su ghiaccio di Auronzo di Cadore.

## Storia
Ha debuttato in serie A nella stagione 1949-50 sostituendo nella massima serie la formazione del Tofana.

L'Auronzo è tra le squadre con il maggior numero di presenze in serie A (20), l'ultima apparizione nel massimo campionato nazionale è della stagione 1999/00. 
Attualmente ad Auronzo è attivo solo il settore giovanile (under-12 ed under-10), con la denominazione di Unione Sportiva Tre Cime.

## Palmarès
Il massimo risultato raggiunto in serie A dall'HC Auronzo è un secondo posto nella stagione 1950-51 quando, nell'ultima gara in programma nel girone finale, quella decisiva, il Milano Inter batté i cadorini per 5-1 e si riconfermò Campione d'Italia. Tre i terzi posti: stagioni 1951-52, 1954-55 (ex aequo col Cortina) e 1956-57.
L'Auronzo ha vinto inoltre per 2 volte la serie A2 (stagioni 1983/84 e 1998/99) battendo in finale, in entrambe le occasioni, il Como.